# 3121
3121 (spreek uit als "thirty one, twenty one") is een muziekalbum van de Amerikaanse popartiest Prince, uitgebracht in 2006.

## Algemeen
Het album is uitgebracht door Universal Records, waarmee Prince een overeenkomst voor één album heeft afgesloten.
Commercieel gezien is 3121 voor Prince een comeback. Het album komt op de Amerikaanse Billboardlijst op één binnen. Het is zijn eerste nummer één hit op deze albumlijst sinds Batman uit 1989 en de enige keer dat hij met een album op nummer één binnenkomt. In Nederland komt het album op vier binnen.
De titel refereert aan het huisnummer van Prince zijn huis op 1235 Sierra Alta Way in West Hollywood, Los Angeles. Tevens komt het getal (deels) ook in andere relevante gevallen voor, zoals het album dat, in de Verenigde Staten op 21 maart wordt uitgebracht, wat gelijkstaat met de Amerikaanse datumnotatie 3/21, de single Te Amo Corazón wat op 13 december 2005 is uitgebracht, wat weer op dezelfde manier gelijkstaat met 12/13 en de single Black Sweat duurt 3 minuten en 12 seconden. Het gehele album duurt 53m43s, wat 31m21s plus 22m22s is (Dit is trouwens niet bij iedereen hetzelfde, omdat er afwijkingen bestaan tussen de verschillende cd-spelers).

## Nummers
| 01. | 3121                                           | 4:31 |
| 02. | Lolita                                         | 4:06 |
| 03. | Te Amo Corazón                                 | 3:36 |
| 04. | Black Sweat                                    | 3:12 |
| 05. | Incense and Candles                            | 4:04 |
| 06. | Love                                           | 5:46 |
| 07. | Satisfied                                      | 2:51 |
| 08. | Fury                                           | 4:02 |
| 09. | The Word                                       | 4:11 |
| 10. | Beautiful, Loved and Blessed (samen met Támar) | 5:44 |
| 11. | The Dance                                      | 5:21 |
| 12. | Get On the Boat                                | 6:21 |

## Muziek en tekst
De muziek heeft in tegenstelling met de voorganger Musicology een elektronischer funkgeluid. Meerdere nummers hebben een vrij complex in het gehoor liggende elektronische drumbeat, gecombineerd met een duidelijk popgeluid. Tevens kent het album enkele opvallende moderne R&B-invloeden. Er is op twee nummers een terugkeer naar het psychedelischer geluid van tijdens de jaren tachtig, zoals het p-funkachtige 3121 en het zweverige The Dance. Het enige rock nummer is het Jimi Hendrix-achtige Fury. Tot slot zijn er ook enkele Latijnse invloeden te ontdekken, zoals het poppy funknummer Lolita, de ballade Te Amo Corazón en het James Brown-achtige Get On the Boat.
Tekstueel gezien kent het album een beperkt aantal religieuze verwijzingen en vergeleken met zijn voorganger zijn er meer seksueel getinte teksten.

## Singles
Te Amo Corazón was alleen via het internet te verkrijgen via Prince zijn NPG Music Club, iTunes en andere locaties. De single werd vrijgegeven op 13 december 2005. De videoclip was opgenomen in het Marokkaanse Marrakesh en werd geregisseerd door de Mexicaanse actrice Salma Hayek.
Black Sweat is de eerste single die, op 7 maart 2006, zal worden vrijgegeven aan de reguliere muziekwinkels, met het tevens op 3121 te verschijnen duet met zijn nieuwe protegé Támar, Beautiful, Loved and Blessed als B-kant. Beide nummers verschenen ook al eerder op 7 februari, via zijn NPG Music Club en iTunes op het internet. De videoclip van Black Sweat werd geregisseerd door de Marokkaans-Amerikaanse muziekvideoregisseur Sanaa Hamri.
De tweede single is Fury, die op 30 mei in de platenwinkels kwam te liggen, nadat het al meerdere weken op de radio te horen was geweest.

## Ontstaan
3121 is opgenomen in de Paisley Park Studios in Chanhassen in de Amerikaanse staat Minnesota en in zijn huis in Los Angeles (3121, oftewel 1235 Sierra Alta Way, West Hollywood, Los Angeles).

## Muzikanten
Het album is vrijwel geheel door Prince zelf ingespeeld en ingezongen. Uitzonderingen zijn:
- Michael B; drums op 3121,
- Sonny T; basgitaar op 3121,
- Maceo Parker; saxofoon op 3121, Te Amo Corazón, Satisfied en Get On The Boat.
- Candy Dulfer; saxofoon op 3121, Te Amo Corazón, Satisfied en Get On The Boat.
- Grey Boyer; trombone op 3121, Te Amo Corazón, Satisfied en Get On The Boat.
- Ray Monteiro; trompet op 3121, Te Amo Corazón, Satisfied en Get On the Boat.
- De New Power Generation; aanvullend geroep op Lolita
- Joshua Dunham; basgitaar op Te Amo Corazón en Get On the Boat.
- Cora Coleman Dunham; drums op Te Amo Corazón en Get On the Boat.
- Ricky Salas; timbales, bongo en percussie op Te Amo Corazón
- Herbert Urena; conga, bongo en percussie op Te Amo Corazón
- Clare Fischer; strijkerarrangement op Te Amo Corazón
- Ashley "Támar" Davis; achtergrondzang op Incense and Candles, Love, Satisfied, Get On the Boat en (samen met Prince) hoofdzang op Beautiful, Loved and Blessed.
- Sheila E.; percussie op Get On the Boat.